# Stołuń
Stołuń (niem. Stalun) – wieś w Polsce położona w województwie lubuskim, w powiecie międzyrzeckim, w gminie Pszczew.

## Historia
Miejscowość pierwotnie związana była z Wielkopolską. Ma metrykę średniowieczną i istnieje co najmniej od początku XV wieku. W 1424 wymienione zostało w dokumentach odmiejscowe nazwisko - "Stholunsky", w 1424 nazwa "Stolun", 1469 "Stolwn", 1475 "Stolyn", 1563 "Stholun", 1564 "Stołun", 1944 "Schönfelde" .
Po raz pierwszy wieś została odnotowana w 1424 w dokumentach sprawy sądowej, w której świadkiem był mieszkaniec miejscowości, prawdopodobnie kmieć, Mikołaj Stołuński. Spór w sądzie toczyli Wilam z Brzeźna koło Międzychodu z Wojciechem kmieciem z Góry, który był sołtysem Sędzin koło Buku. W XV wieku wieś wymieniona została również w dokumencie sprzedaży sołectwa. W 1428 biskup poznański Stanisław Ciołek sprzedał sołectwo wieśniakowi (łac. "laicus") Maciejowi z Żółwina koło Międzyrzecza w celu lokowania wsi na prawie magdeburskim. Według umowy sołtys otrzymał wolne dwa łany o szerokości 6 prętów z prawem osadzenia zagrodników, jezioro koło własnego gospodarstwa oraz strugę płynącą z jeziora Czarne do jeziora Lubiekowo wraz z łąką i ostrowem nad jeziorem Białym, oraz jezioro zwane Zapłotne. Sołtys miał także prawo do 1/3 opłat sądowych, trzymania trzody i owiec, a także obowiązek służby biskupowi poznańskiemu lub tenutariuszowi pszczyńskiemu na koniu o wartości 2 grzywien. Dokument dodaje, że w wypadku gdy sołtys poniósłby szkody ze strony biskupa lub tenutariusza, nie miał mścić się przez podkładanie ognia, tylko udać się do sądu biskupiego, który zasądzi ewentualne odszkodowanie, w przeciwnym razie utraci sołectwo .
Wieś należała do klucza pszczewskiego biskupów poznańskich. W 1469 miejscowość należała do powiatu poznańskiego Korony Królestwa Polskiego. W 1475 Stołuń odnotowany został w rejestrach zaległości podatkowych. W 1508 wieś przynależała do parafii Pszczew. Odnotowano wówczas pobór od 18 półłanków, od karczmy w wysokości 6 groszy. W 1509 miał miejsce pobór od 18 półłanków, od jednego łana sołysiego, po trzy grosze od dwóch karczm. W 1510 pobór od 17 półłanków, od jednego łana należącego do sołtysa. W 1563 pobór od 10 łanów, karczmy dorocznej oraz od czterech komorników i kowala  .
W 1580 była wsią duchowną Stołun (Stolwy), własnością biskupa poznańskiego, i położona była w powiecie poznańskim województwa poznańskiego w Rzeczypospolitej Obojga Narodów. Odnotowano wówczas pobór ze wsi od 8,5 łana, od 8 zagrodników po 6 groszy, od 3 zagrodników po 4 grosze, od 6 komorników, jednego kowala, od 2 półłanków karczmarskich oraz od jednego łana sołtysiego  . 
W okolicach wsi archeolodzy znaleźli fragment naczynia smolarskiego, które uznano za ślad po historycznej produkcji smolarskiej. Znalezisko nie zostało datowane więc nie jest znany czas tej działalności gospodarczej .
Po II rozbiorze Polski Stołuń znalazł się w zaborze pruskim. W XIX wieku miejscowość odnotowana została przez Słownik geograficzny Królestwa Polskiego pod nazwą "Stołuń", a także pod zgermanizowaną, urzędową nazwą "Stalun". Wieś przynależała do okręgu pocztowego i parafii w Pszczewie.  Znajdowało się w niej 69 dymów czyli domów zamieszkanych przez 566 mieszkańców w tym 517 było wyznania katolickiego, a 39 protestanckiego. Wieś liczyła w sumie 2013 hektarów w tym 1254 ziem uprawnych, 60 łąk, 410 lasu .
Przed II wojną światową Stołuń należał do miejscowości powiatu międzyrzeckiego z polską większością. Pomimo tego, traktat wersalski pozostawił Stołuń w granicach Niemiec. W Stołuniu urodził się polski zapaśnik Leon Stanisław Pinecki.
W latach 1975–1998 miejscowość administracyjnie należała do województwa gorzowskiego.